# Poluarea aerului

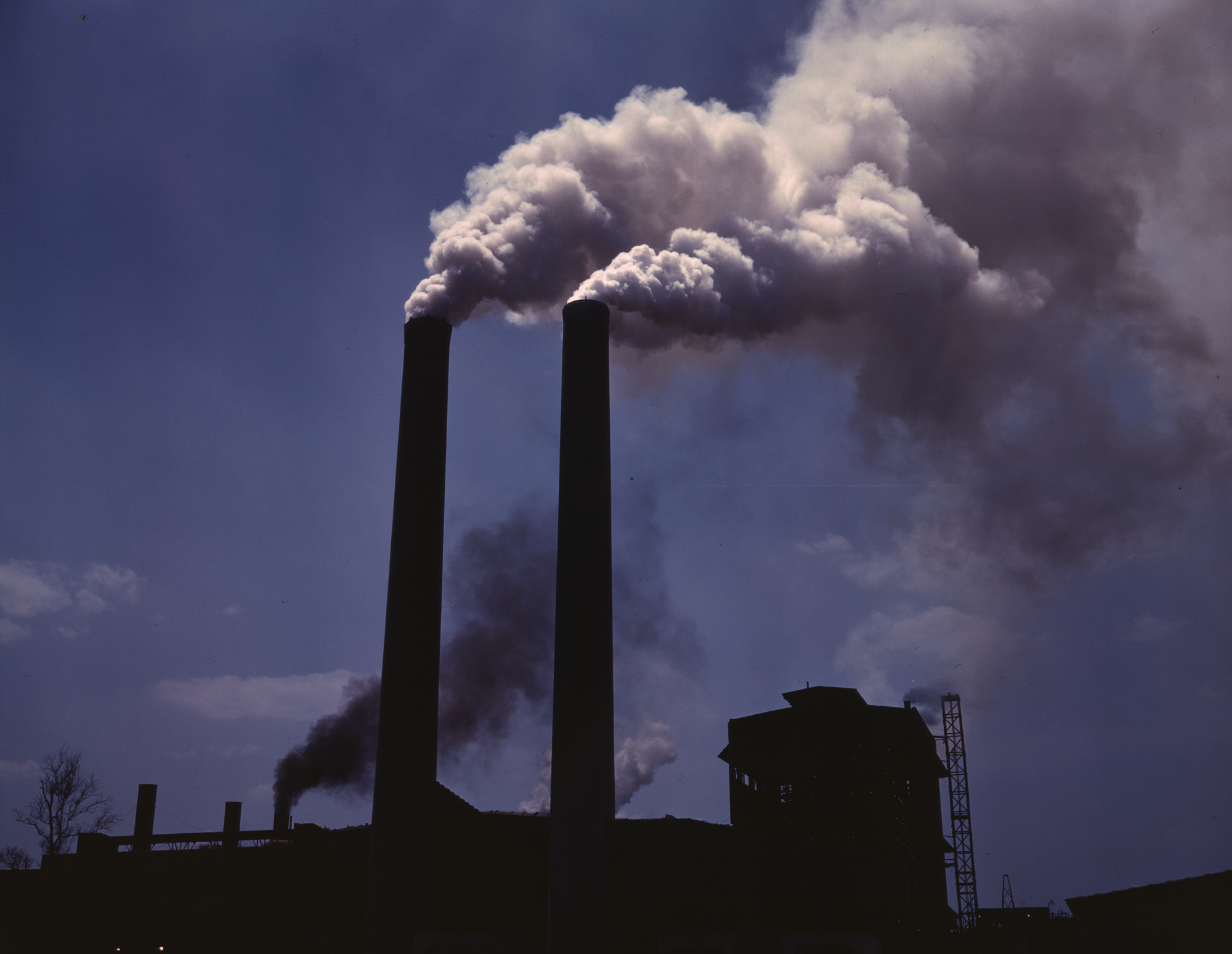
Poluare a aerului provenită de la un cuptor de cocs

Poluarea este contaminarea mediului înconjurător cu materiale care interferează cu sănătatea umană, calitatea vieții sau funcția naturală a ecosistemelor (organismele vii și mediul în care trăiesc). Chiar dacă uneori poluarea mediului înconjurător este un rezultat al cauzelor naturale, cum ar fi erupțiile vulcanice, cea mai mare parte a substanțelor poluante provine din activitățile umane. Se disting următoarele categorii: poluare fizică (incluzând poluarea fonică și poluarea radioactivă), poluarea chimică (produsă de diverse substanțe eliberate în mediu sub formă gazoasă, lichidă sau de particule solide), poluare biologică (cu germeni patogeni, substanțe organice putrescibile etc.).
Învelișul gazos care înconjoară Pământul fără o limită superioară precisă, trecând treptat în spațiul interplanetar, se numește atmosferă. Masa acesteia reprezintă 0,000001 din masa globului pământesc, și densitatea sa scade cu creșterea altitudinii. Compoziția atmosferei se modifică de asemenea cu altitudinea.
Amestecul de gaze ce formează atmosfera este numit aer.
Compoziția aerului nu este aceeași în orice loc de pe planetă. Aceasta variază de la o zi la alta și de la un loc la altul. Acțiunea umană asupra atmosferei Pământului poate lua multe forme și a existat de când oamenii au început să utilizeze focul pentru agricultură, încălzire și gătitul alimentelor. În timpul revoluției industriale (secolele XVIII și XIX), poluarea aerului a devenit o problemă majoră.

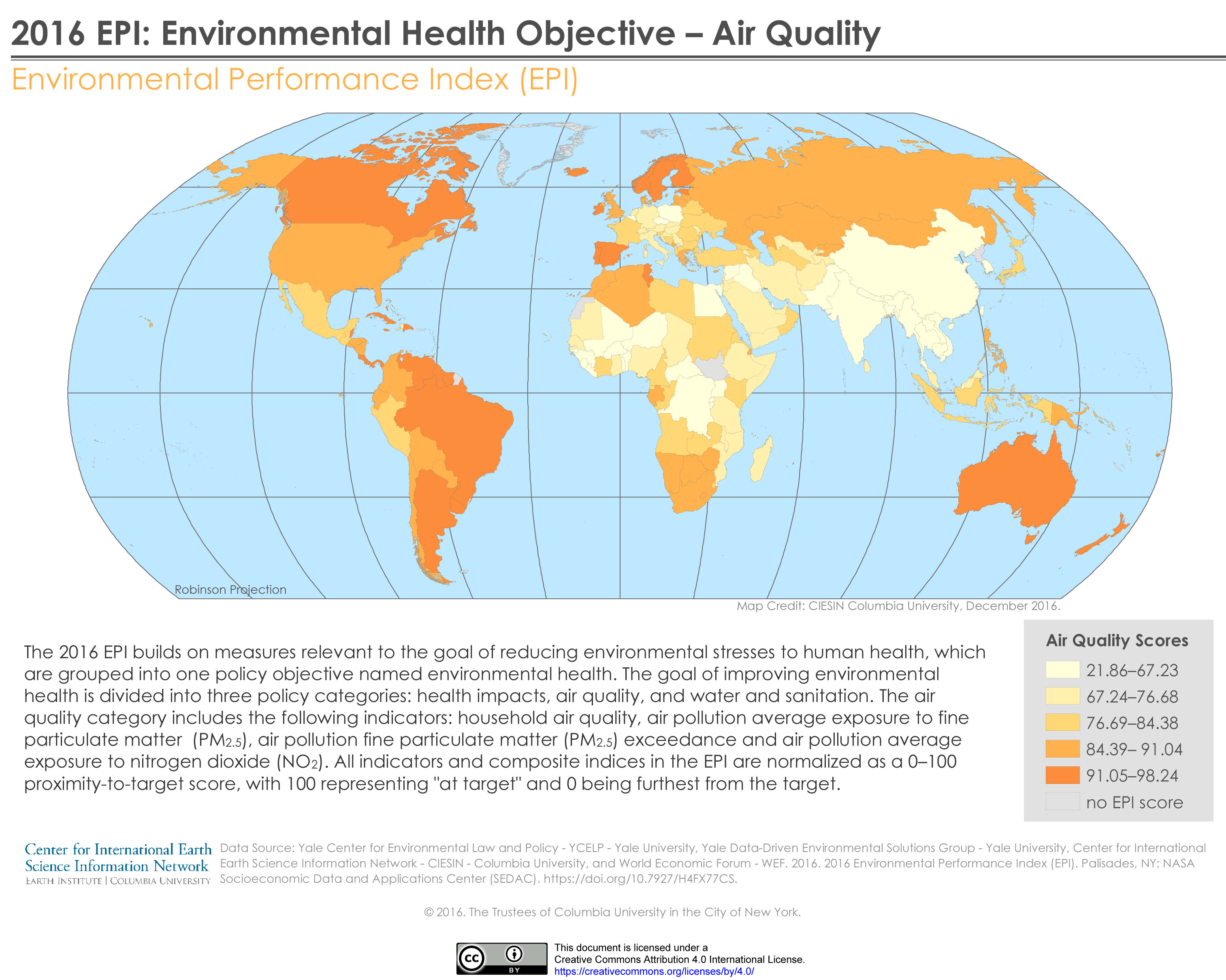
Indicele de performanță de mediu 2016 – culorile mai închise indică concentrații mai mici de particule fine și dioxid de azot, precum și o calitate mai bună a aerului din interior.

Poluarea urbană a aerului este cunoscută sub denumirea de „smog”. Smogul este în general un amestec de monoxid de carbon și compuși organici proveniți din combustia incompletă a combustibililor fosili cum ar fi cărbunii și de dioxid de sulf de la impuritățile din combustibili. În timp ce smogul reacționează cu oxigenul, acizii organici și sulfurici se condensează sub formă de picături, întețind ceața. Până în secolul al XX-lea smogul devenise deja un pericol major pentru sănătate.
Un alt tip de smog, cel fotochimic, a început să reducă calitatea aerului deasupra orașelor mari cum ar fi Los Angeles în anii '30. Acest smog este cauzat de combustia în motoarele autovehiculelor și ale avioanelor (a combustibilului acestora care produce oxizi de azot și eliberează hidrocarburi din combustibilii nearși). Razele solare fac ca oxizii de azot și hidrocarburile să se combine și să transforme oxigenul în ozon, un agent chimic care atacă cauciucul, rănește plantele și irită plămânii. Hidrocarburile sunt oxidate în substanțe care se condensează și formează o ceață vizibilă și pătrunzătoare.

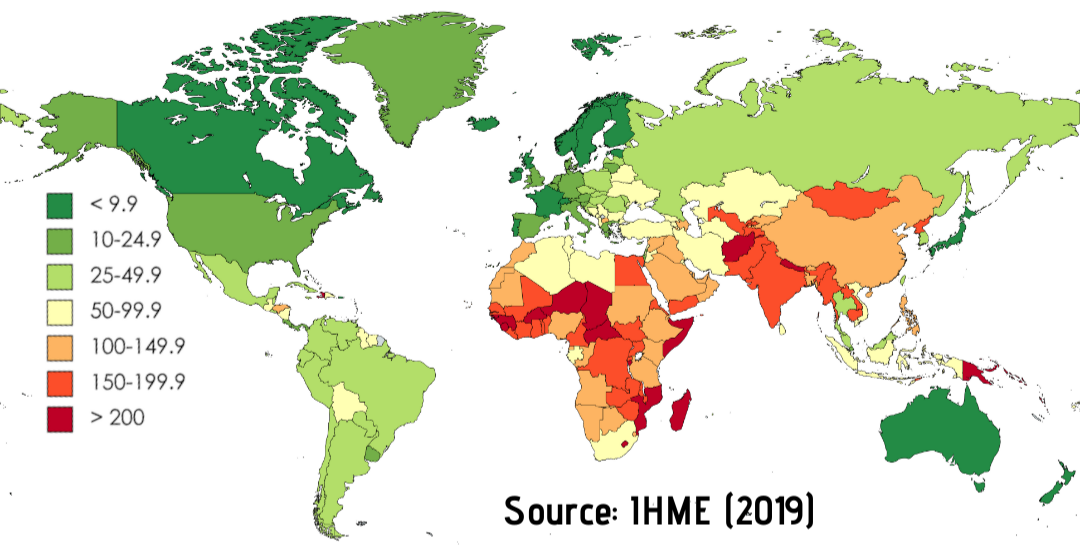
Decese cauzate de poluarea aerului la 100.000 de locuitori.

Majoritatea poluanților sunt eventual „spălați” de către ploaie, zăpadă sau ceață, dar după ce au parcurs distanțe mari, uneori chiar continente. În timp ce poluanții se adună în atmosferă, oxizii de sulf și de azot sunt transformați în acizi care se combină cu ploaia. Această ploaie acidă cade peste lacuri și păduri unde poate duce la moartea peștilor sau plantelor și poate să afecteze întregi ecosisteme. În cele din urmă, lacurile și pădurile contaminate pot ajunge să fie lipsite de viață. Regiunile care sunt în drumul vântului care bate dinspre zone industrializate, cum ar fi Europa și estul Statelor Unite și Canadei, sunt cele mai afectate de ploi acide. Ploile acide pot să afecteze și sănătatea umană și obiecte create de oameni; ele dizolvă încet statui istorice din piatră și fațade din Roma, Atena și Londra.

Demolarea turnurilor de răcire ale unei centrale electrice, Athlone, Cape Town, Africa de Sud, 2010

Una din cele mai mari probleme cauzate de poluarea aerului este încălzirea globală, o creștere a temperaturii Pământului cauzată de acumularea unor gaze atmosferice cum ar fi dioxidul de carbon. Odată cu folosirea intensivă a combustibililor fosili în secolul XX, concentrația de dioxid de carbon din atmosferă a crescut dramatic. Dioxidul de carbon și alte gaze, cunoscute sub denumirea de gaze de seră, reduc căldura disipată de Pământ dar nu blochează radiațiile Soarelui. Din cauza efectului de seră se așteaptă ca temperatura globală să crească cu 1,4 °C până la 5,8 °C până în anul 2100. Chiar dacă această tendință pare a fi o schimbare minoră, creșterea ar face ca Pământul să fie mai cald decât a fost în ultimii 125.000 ani, schimbând probabil tiparul climatic, afectând producția agricolă, modificând distribuția animalelor și plantelor și crescând nivelul mării.

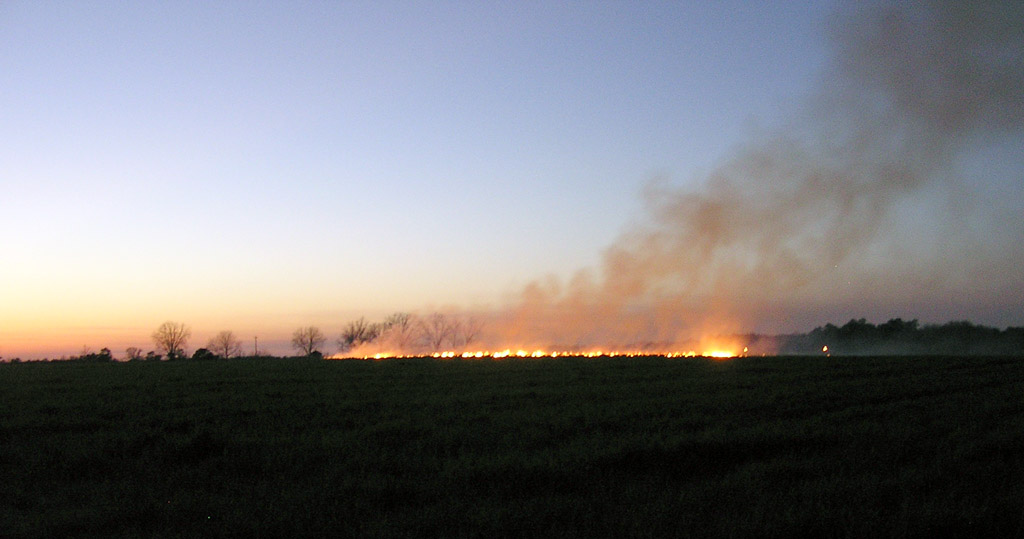
Arderea controlată a unui câmp în afara statului Georgia, SUA, în pregătirea pentru plantarea de primăvară.

Poluarea aerului poate să afecteze zona superioară a atmosferei, numită stratosferă. Producția excesivă a compușilor care conțin clor cum ar fi clorofluorocarburile (CFC) (compuși folosiți până recent în frigidere, aparate de aer condiționat și în fabricarea produselor pe bază de polistiren) a redus stratul de ozon stratosferic, creând o gaură deasupra Antarcticii care durează mai multe săptămâni în fiecare an. Ca rezultat, expunerea directă la razele solare a afectat viața acvatică și terestră și amenință sănătatea oamenilor din zonele sudice ale planetei.

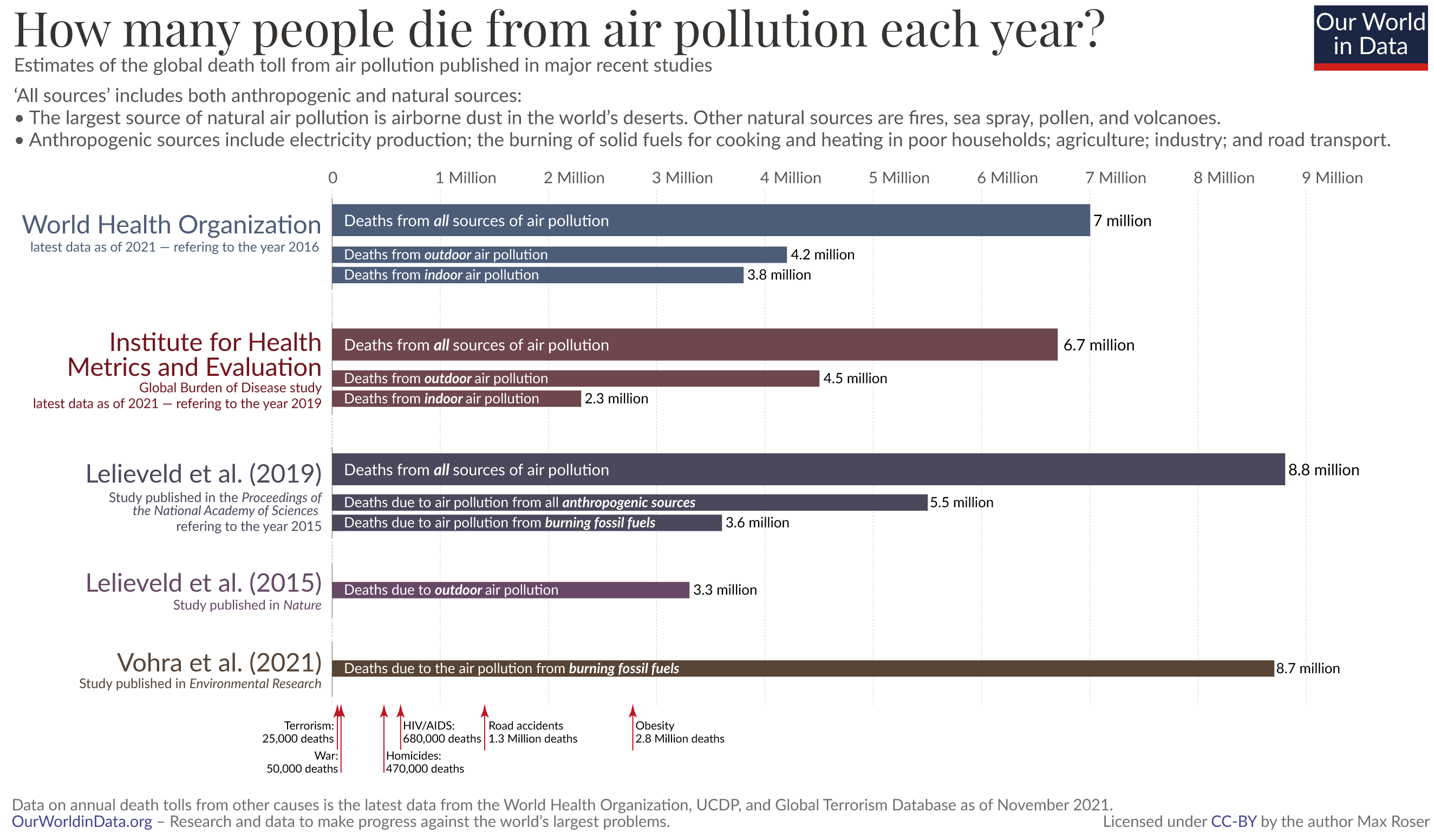

Decesele cauzate de accidente și poluarea aerului din utilizarea combustibililor fosili în centralele electrice le depășesc pe cele cauzate de producția de energie regenerabilă.

Conform unui raport publicat de Organizația Mondială a Sănătății în 2014, circa 7 milioane de oameni au murit în anul 2012 doar din cauza poluării aerului.

### Surse naturale

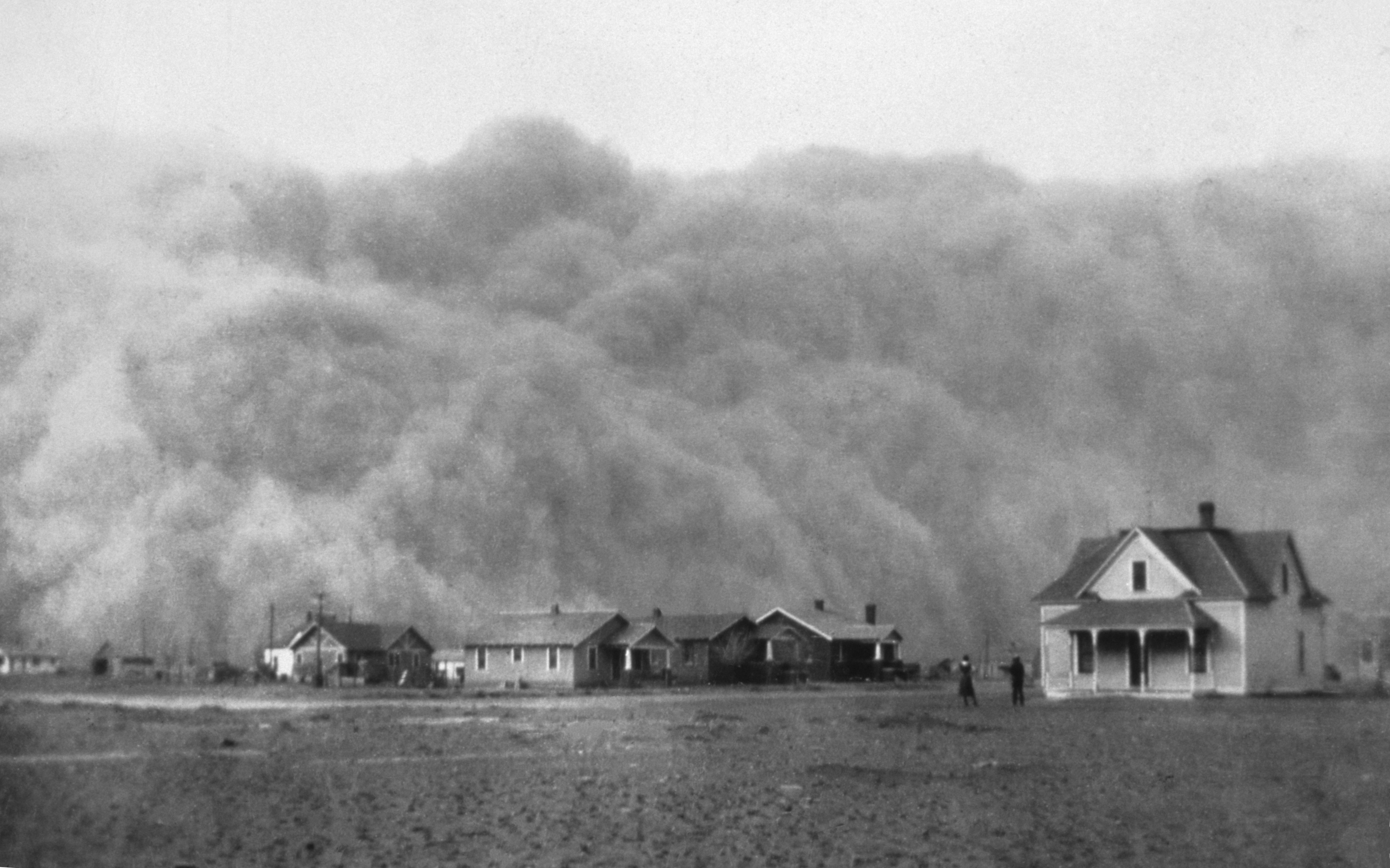
Furtună de praf sîn apropierea Stratford, Texas, în 1935.

### Factori de emisie

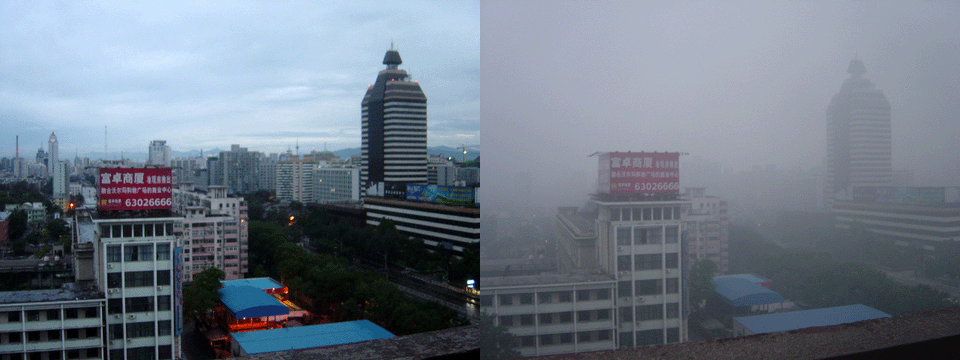
Aerul din Beijing în 2005 după ploaie (stânga) și o zi cu praf (dreapta)

## Poluanți

cauzele și efectele poluării aerului: (1) efect de seră, (2) contaminare cu particule, (3) radiații UV crescute, (4) ploi acide, (5) concentrație crescută de ozon la nivelul solului, (6) niveluri crescute a oxizilor de azot.

## Expunere

În 2012, până la 30% dintre europenii care trăiesc în orașe sunt expuși la niveluri de poluare a aerului care depășesc standardele UE de calitate a aerului.

## Calitatea aerului din interior

Ponderea totală a deceselor cauzate de poluarea aerului din interior, 2017

### Cancer (cancer pulmonar)

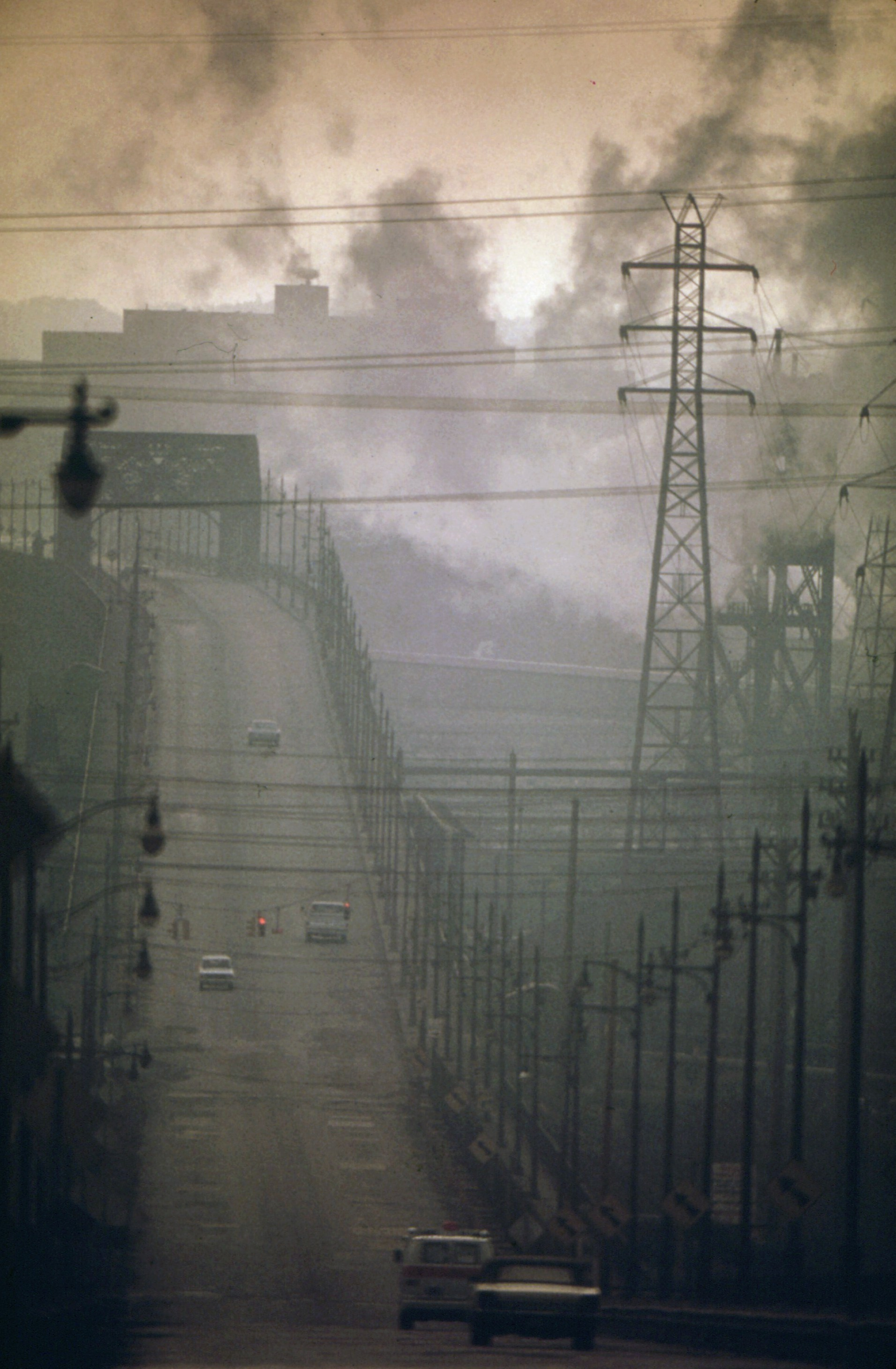
Expunerea neprotejată la poluarea aerului cu PM2,5 poate fi echivalentă cu fumatul mai multor țigări pe zi, potențial crescând riscul de cancer

### Zone „curate”

Ponderea populației expuse la niveluri de poluare a aerului peste orientările OMS, 2016.

### Controlul poluării

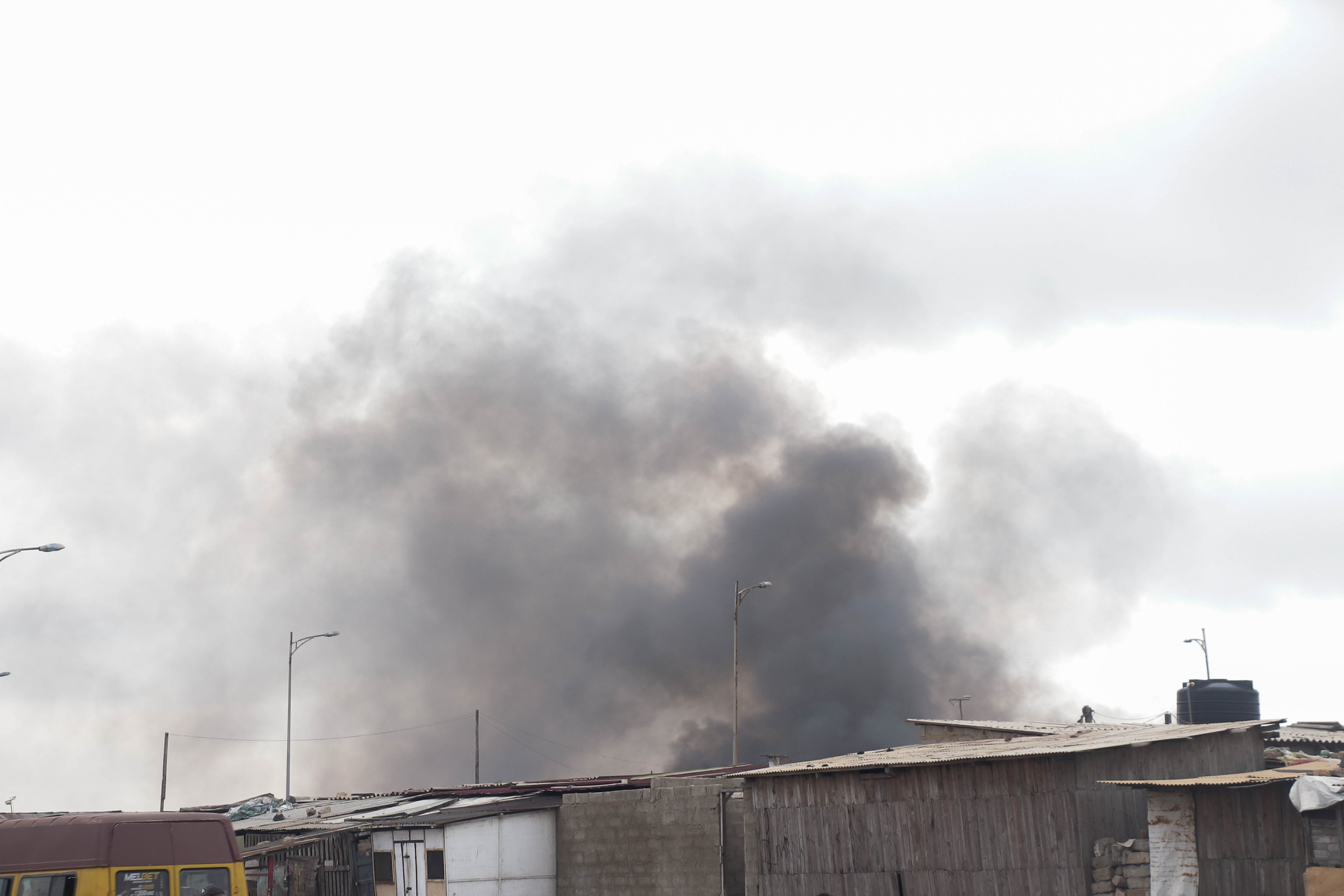
Arderea unor obiecte poluante din Accra, Ghana

### Alternative la poluare

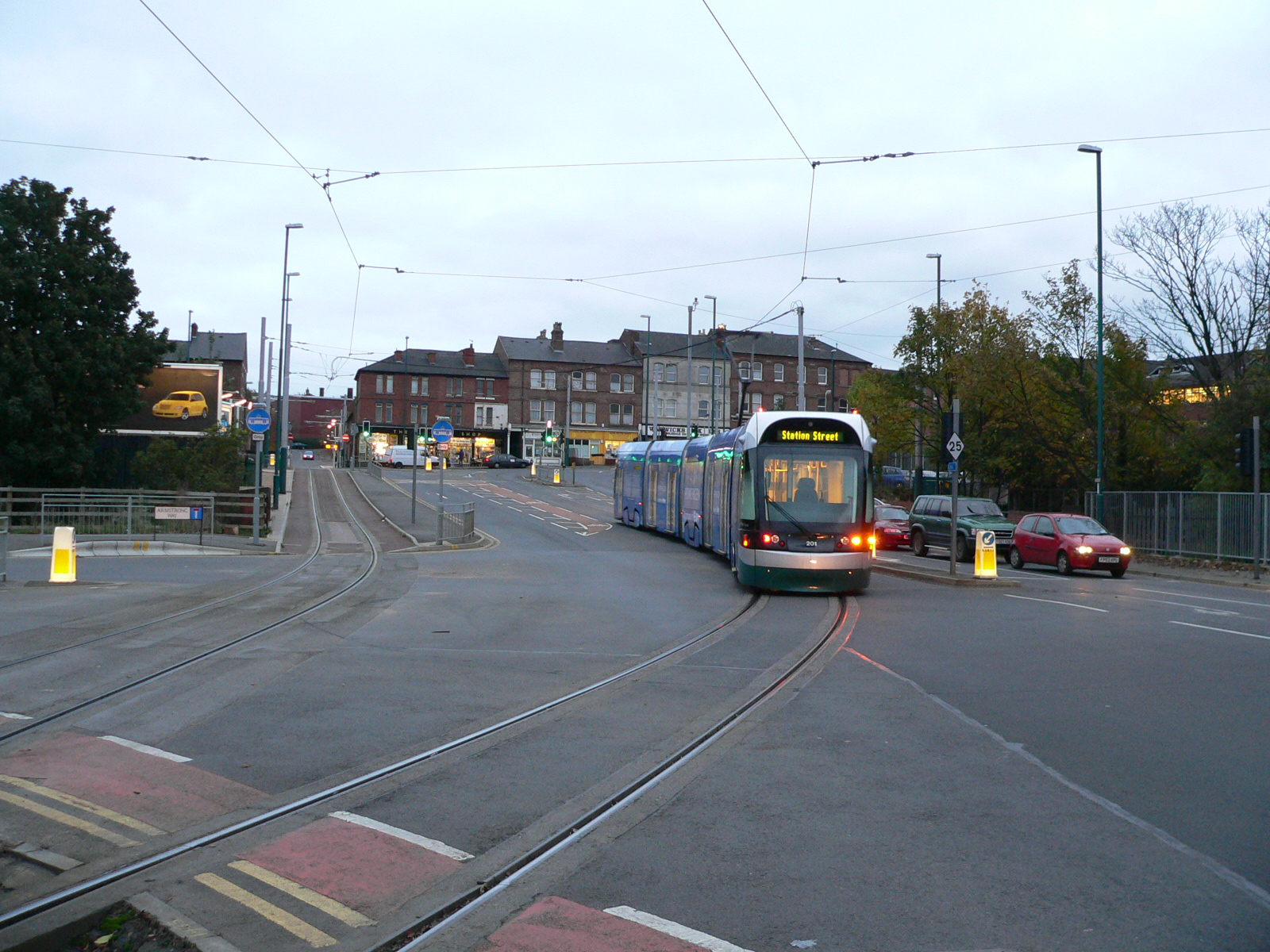
Sprijinul, utilizarea și extinderea infrastructurii formelor de transport public care nu provoacă poluare a aerului pot fi o alternativă cheie la poluare.

### Dispozitive de control

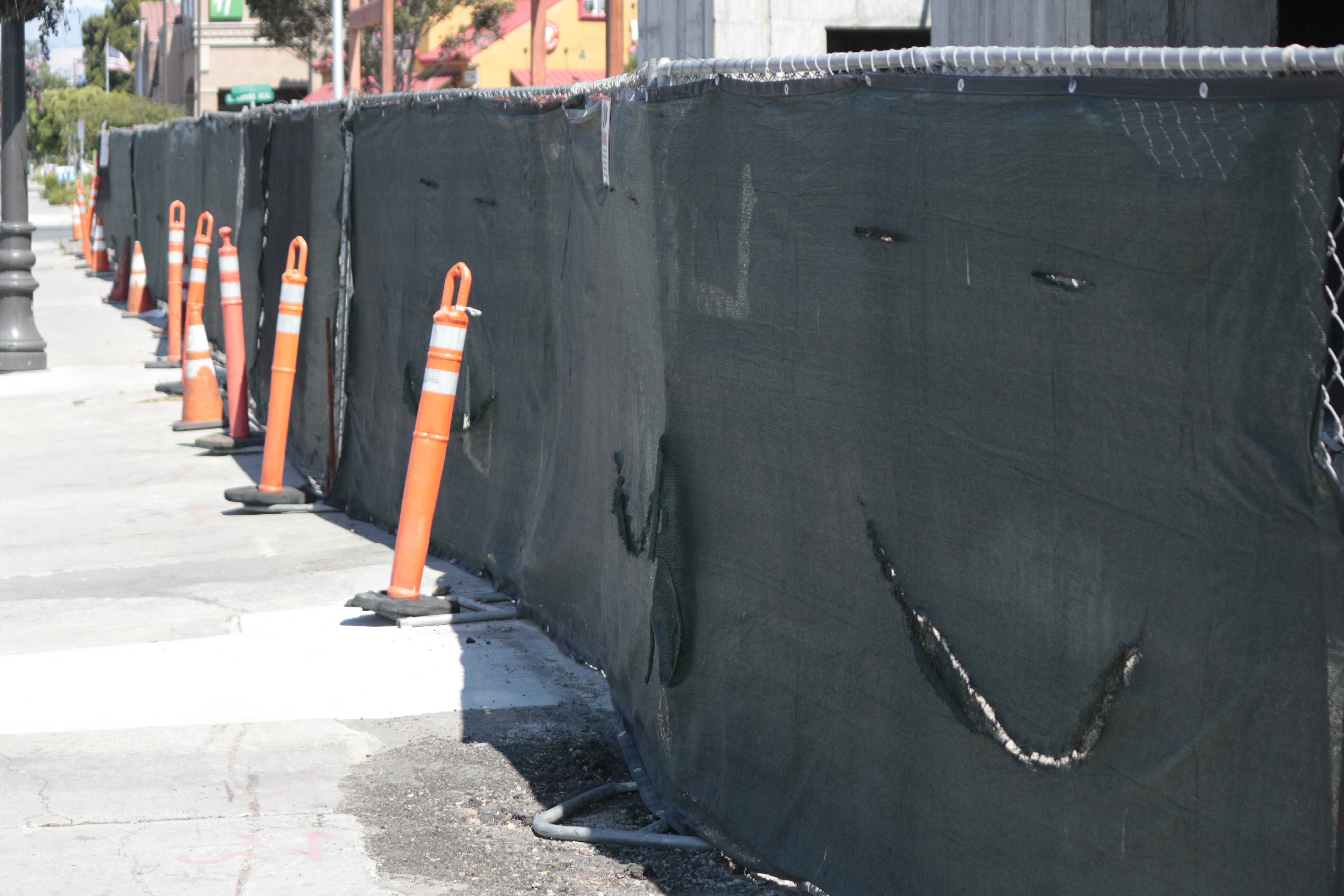
Prelatele și plasele sunt adesea folosite pentru a reduce cantitatea de praf eliberată de șantierele de construcții.

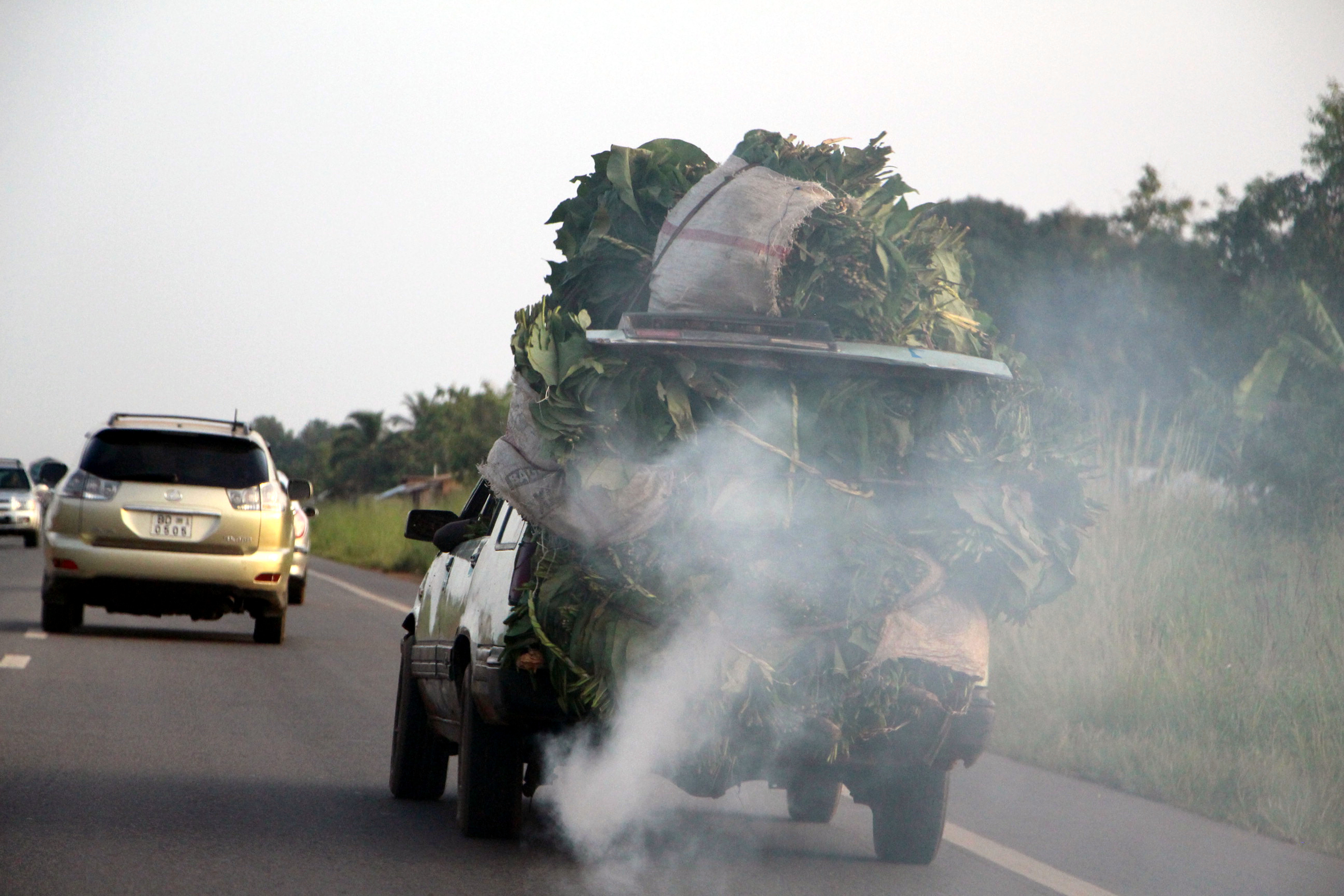
Poluarea aerului de la o mașină.

### Regulare

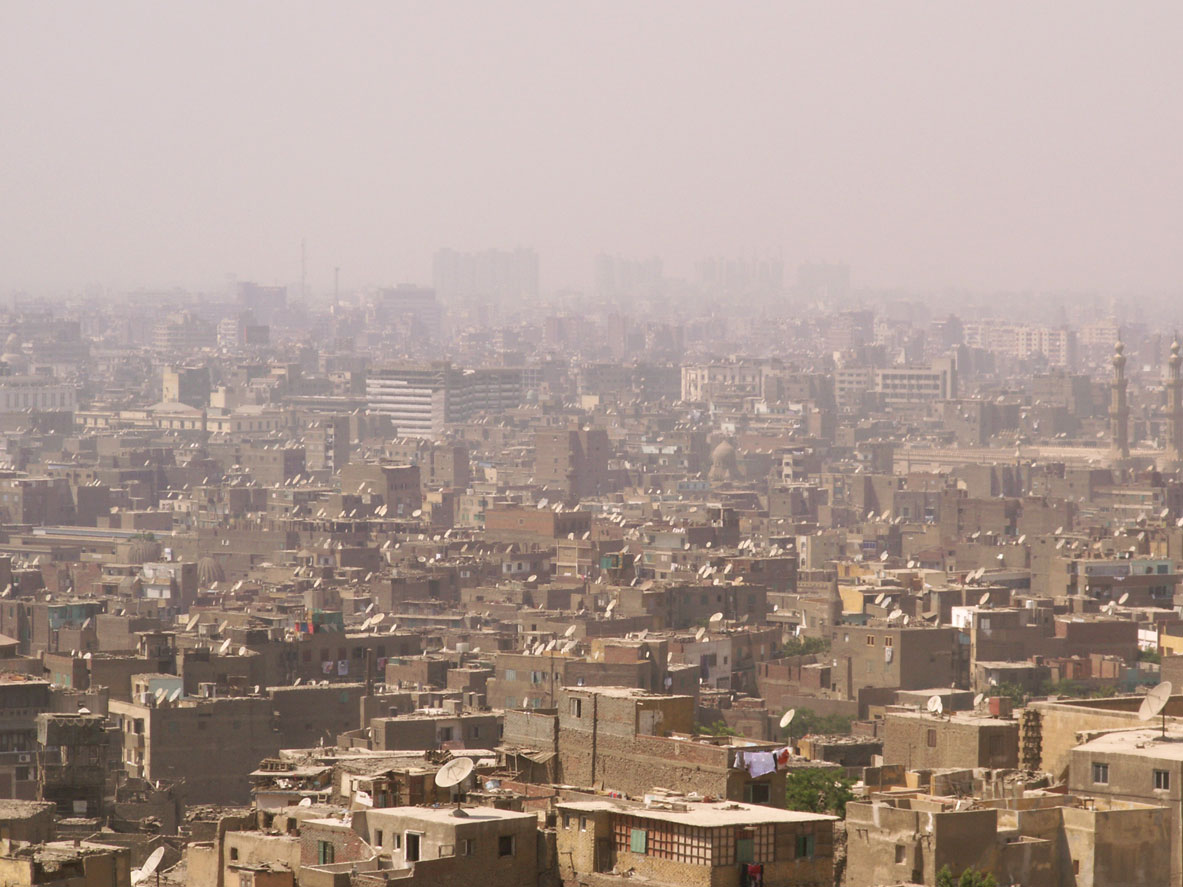
Aer poluat în Cairo.

## Orașe

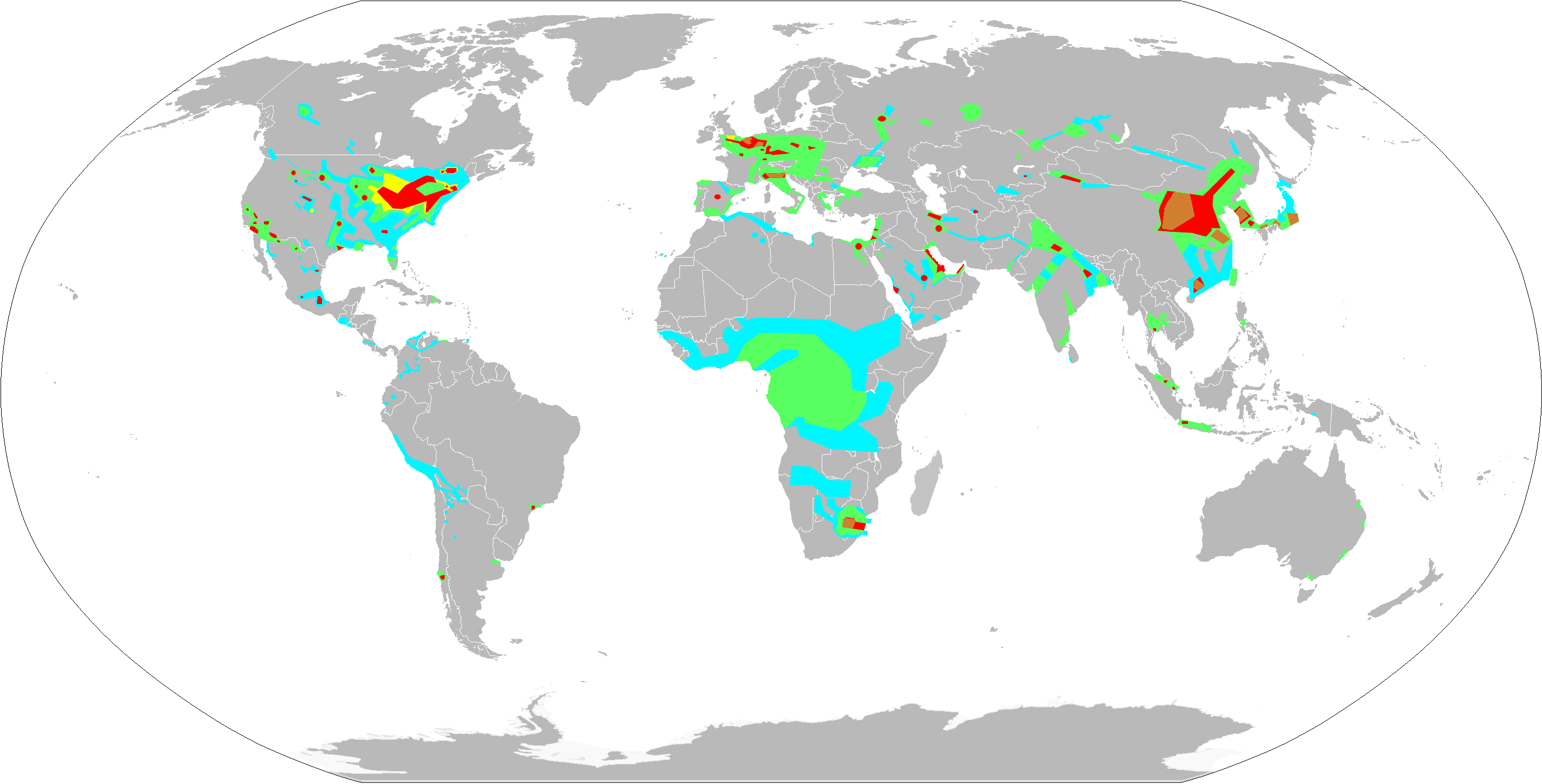
Concentrațiile de dioxid de azot măsurate prin satelit între anii 2002–2004.